# Kawagoe, Mie
Kawagoe (japanska: 川越町?, Kawagoe-chō) är en landskommun (köping) i norra delen av Mie prefektur i Japan.  